# 1270 en santé et médecine
| Années de la santé et de la médecine : 1267 - 1268 - 1269 - 1270 - 1271 - 1272 - 1273    |
| Décennies de la santé et de la médecine : 1240 - 1250 - 1260 - 1270 - 1280 - 1290 - 1300 |

Cet article présente les faits marquants de l'année 1270 en santé et médecine.

## Événements

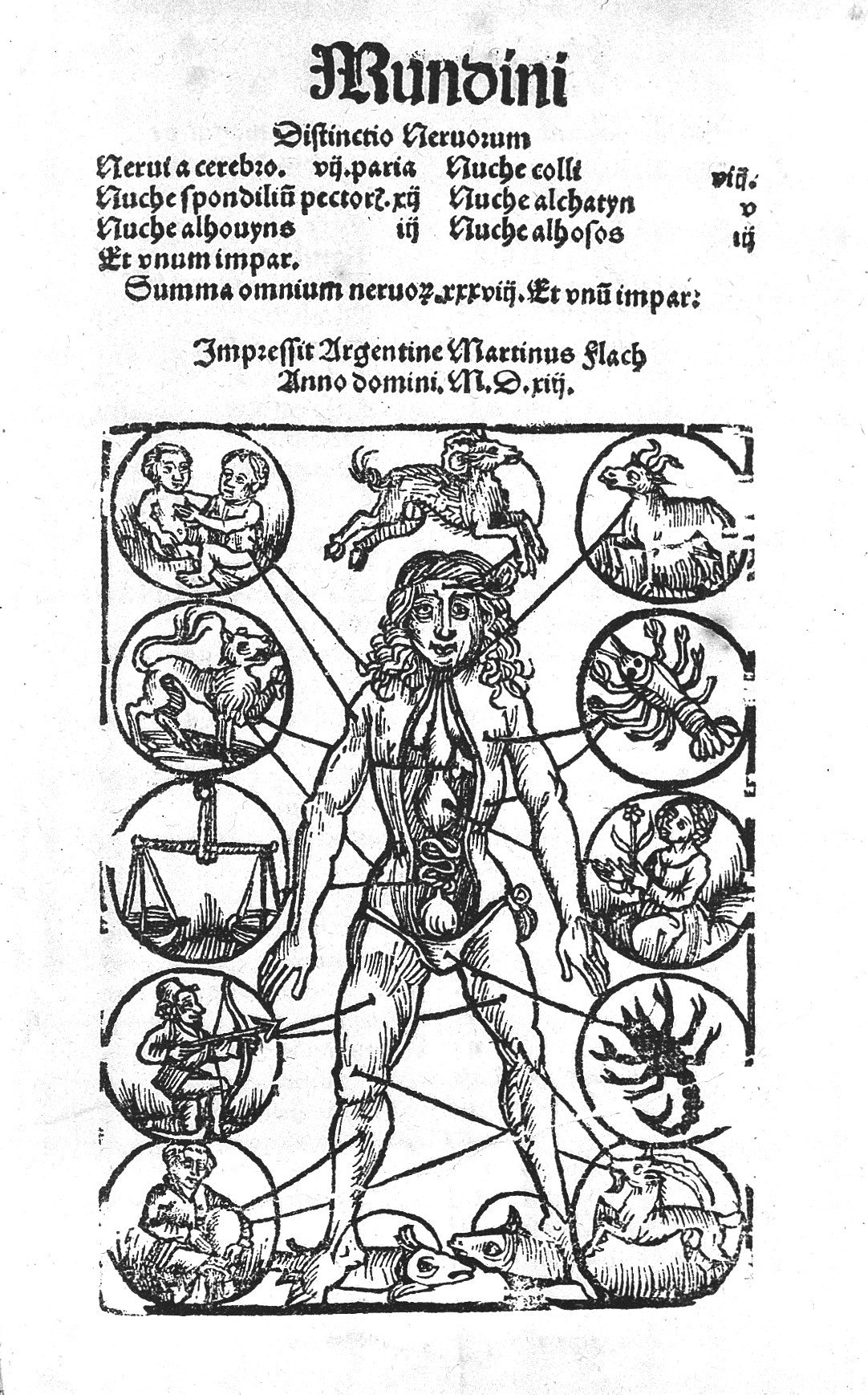
Mondino, Anathomia Gravure sur bois, 1513

- 12 juillet : fondation à Naples par le roi Charles Ier d'Anjou de l'hôpital Sant’Eligio al Mercato[1].
- Fondation à Damas et Alep, en Syrie, d'hôpitaux pour les malades atteints de troubles mentaux[2].
- Fondation de la léproserie de Tirlemont dans le duché de Brabant, et de celle d'Amay dans la principauté de Liège[3].
- Fondation à Rouffach en Alsace par Jacques de Rathsamhausen d'un hospice du Saint-Esprit destiné à recevoir « les malades miséreux et les enfants trouvés[4],[5],[6] ».
- Fondation de l'hôpital du Saint-Esprit à Vaucouleurs en Lorraine par Geoffroy, seigneur du lieu et frère du Joinville chroniqueur de Louis IX[7].
- La léproserie qui est à l'origine de l'hôpital Saint-Pierre de Bruxelles est placée sous la protection de Jean Ier, duc de Brabant[8].

## Naissances
- Vers 1270 :
  - Bernat de Berriac (mort en 1348), médecin catalan, traducteur de la Chirurgia de Théodoric, archiatre des rois de Majorque[9].
  - Mondino de Luzzi (mort en 1326), médecin italien, auteur d'une Anathomia achevée en 1316, où il affirme avoir disséqué le cadavre de deux femmes, en janvier et mars 1315[10].
- Vers 1270-1280 : Muhammad al-Shafra (es) (mort en 1360), chirurgien arabe, né en Espagne, probablement à Crevillente[11],[12].

## Décès
- Chen Ziming (né vers 1190), médecin chinois, auteur, en 1237, du Fu Ren Da Quan Liang Fang (« Recueil complet des prescriptions utiles aux femmes[13] »).
- 1269[14] ou 1270[15] : Ibn Abi Usaybi'a (né entre 1194[15] et 1203[14]), médecin et historien de la médecine du Moyen-Orient.